# Константин Панайодов
Константин Панчев Панайодов е български политик от Народнолибералната партия.

## Биография
Роден е на 7 април 1866 г. в град Търново. През 1878 г. завършва Николаевската класическа гимназия, а през 1888 г. и право в Императорския Новорусийски университет в Одеса. В периода 1905 – 1908 година е министър на правосъдието. През 1920 г. става член на Националлибералната партия и участва в нейното ръководство.
Пише правни текстове за вестниците „Независимост“, „Нов век“, „Надежда“ и „Русенски глас“.
Умира през 1944 г.

## Трудове
- „За причините за договорите“ (1896)
- „Въведение в изучаване на търговското право“ (1898)
- „Зверствата на Радославовата партия в гр. Русе“ (1900)
- „Юридически статии“ (1901)
- „Съучастната режия на българските тютюни“ (1902)